# Warstwa ścieralna
Warstwa ścieralna – wierzchnia warstwa nawierzchni drogowej, poddana bezpośredniemu oddziaływaniu ruchu i czynników atmosferycznych, mająca zabezpieczyć warstwy konstrukcyjne przed bezpośrednim oddziaływaniem ruchu i przedostawaniem się wody. Zgodnie z polskimi wytycznymi technicznymi do warstw ścieralnych można stosować mieszanki: beton asfaltowy, mastyks grysowy SMA, BBTM, asfalt lany (tylko na obiektach mostowych). Grubość warstwy ścieralnej w zależności od mieszanki mineralno-asfaltowej wynosi od 2,5 do 5 cm. 